# Mil Mi-6
Mil Mi-6 (v kódu NATO "Hook") je dvoumotorový sovětský transportní vrtulník klasické koncepce z druhé poloviny 50. let 20. století. V době svého vzniku byl největším vrtulníkem na světě.
První prototyp stroje vzlétl v polovině roku 1957, sériově byl vyráběn od roku 1961, kdy získal Sikorského cenu za to, že jako první vrtulník překonal rychlost 300 km/h.
Stroj sloužil a dodnes ještě slouží jednak jako civilní verze pro 65 cestujících, jednak jako vojenská verze pro 70 výsadkářů a jako sanitní verze pro 41 nosítek pro raněné a lékařský doprovod. Byl vyvážen do mnoha zemí světa. Celkem bylo vyrobeno přes 900 kusů strojů. Několik ozářených strojů Mi-6 je možné, spolu s ostatními kontaminovanými letadly, vojenskými, hasicími a jinými vozidly, spatřit na „hřbitovech“ poblíž Černobylu.
Upravené vrtulníky Mi-6 vytvořily 14 mezinárodních rekordů ve třídě E-1. 26. srpna 1964 dosáhl Mi-6 na uzavřeném 100 km okruhu rychlosti 340,15 km/h. Ze stroje Mil Mi-6 konstrukčně vycházel montážní a přepravní vrtulník Mil Mi-10.

## Konstrukce

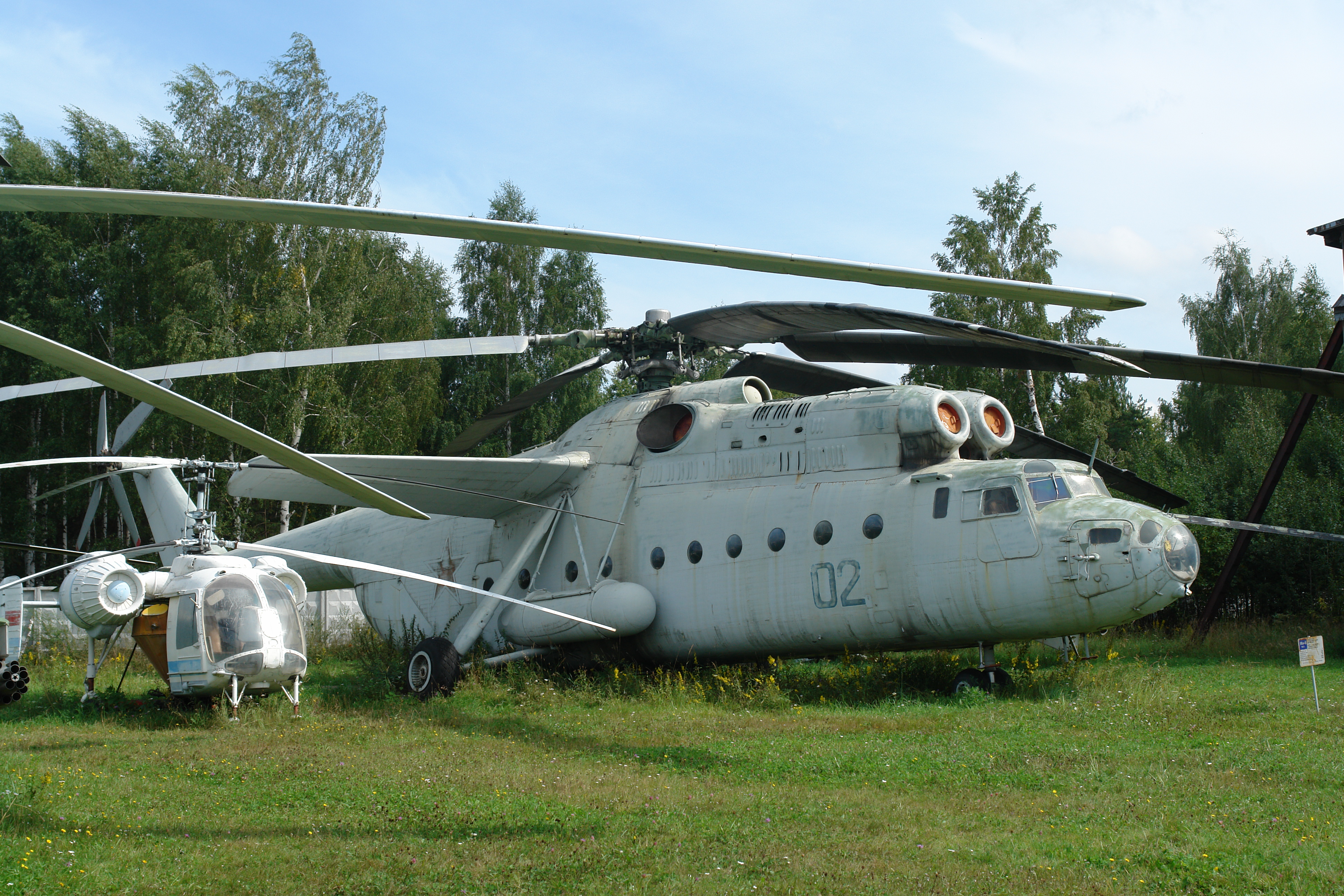
Mil Mi-6 v Ústředním muzeu vojenského letectva v Moninu. Malý vrtulník na levé straně je Kamov Ka-26.

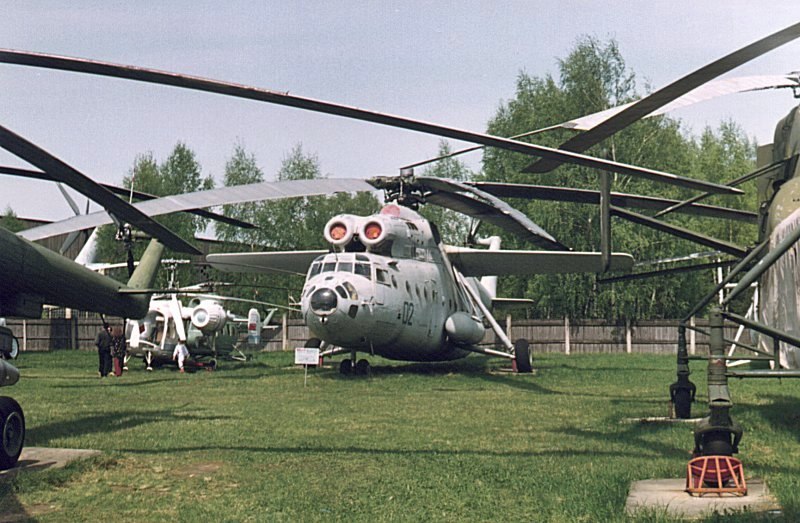
Mil Mi-6 v Ústředním muzeu vojenského letectva v Moninu (jiný pohled). Malý vrtulník na levé straně je Kamov Ka-26, napravo je část vrtulníku Jakovlev Jak-24 přezdívaného „létající vagón“.

Mil Mi-6 má klasickou vrtulníkovou koncepci, tzn. jeden hlavní a jeden ocasní rotor. Hlavní rotor je 5-listý, ocasní má čtyři listy. Charakteristikou tohoto stroje je pomocné křídlo o rozpětí 15,3 m. Jeho účelem je odlehčení nosného rotoru při vysokých rychlostech – až o 20%. Toto pomocné křídlo lze odmontovat, čímž se zvýší nosnost (vhodné zejména při přepravě na kratší vzdálenosti).
Nákladová kabina má rozměry:
- délka: 12,0 m
- šířka (v úrovni podlahy): 2,65 m
- výška: 2,5 m (v přední části 2,05 m)
- celkový objem činí 80 m3

V nákladové kabině je standardně také elektricky ovládaný jeřáb o nosnosti 800 kg. Do nákladového prostoru mohou najet po rozevření dvoudílných dveří v zádi a sklopení nákladové rampy např. nákladní či terénní automobily, samohybné raketové komplexy, děla, atd. Hmotnost nákladu může být až 12 000 kg. Pro nástup a výstup osob lze použít i troje boční dveře. Na vnější boky trupu lze připevnit přídavné nádrže, každá pojme 3 500 litrů paliva.

## Varianty

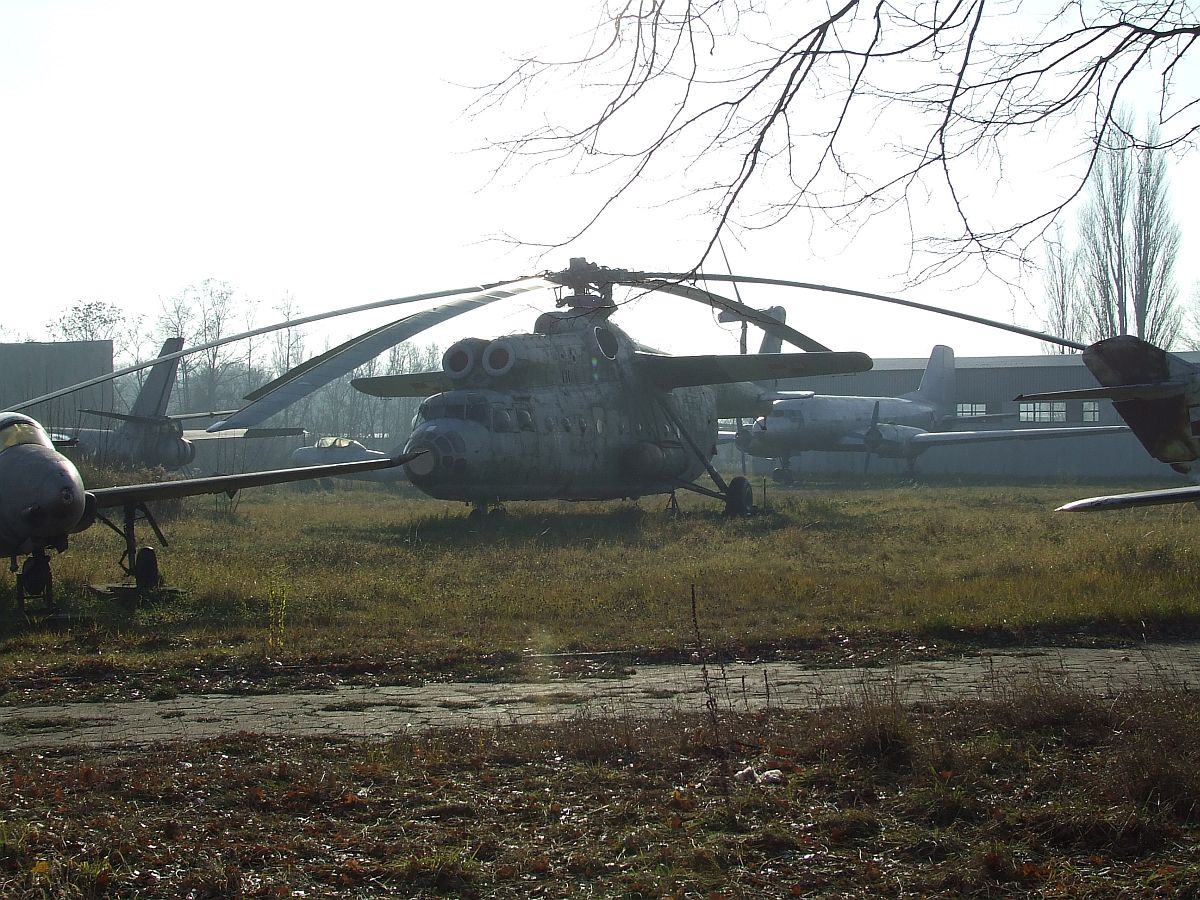
Vysloužilý Mil Mi-6 polského letectva.

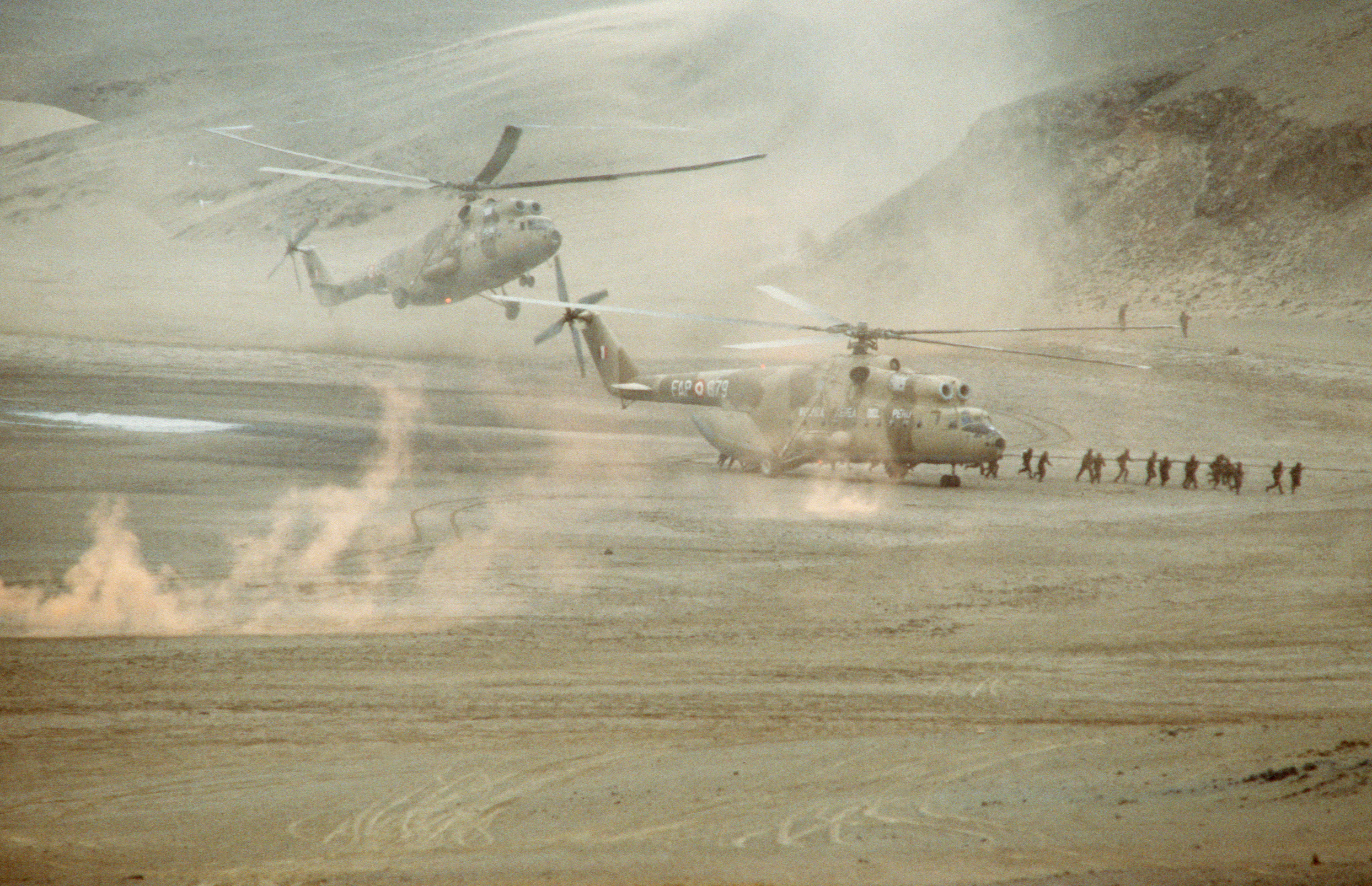
Peruánské Mi-6 v akci v roce 1984.

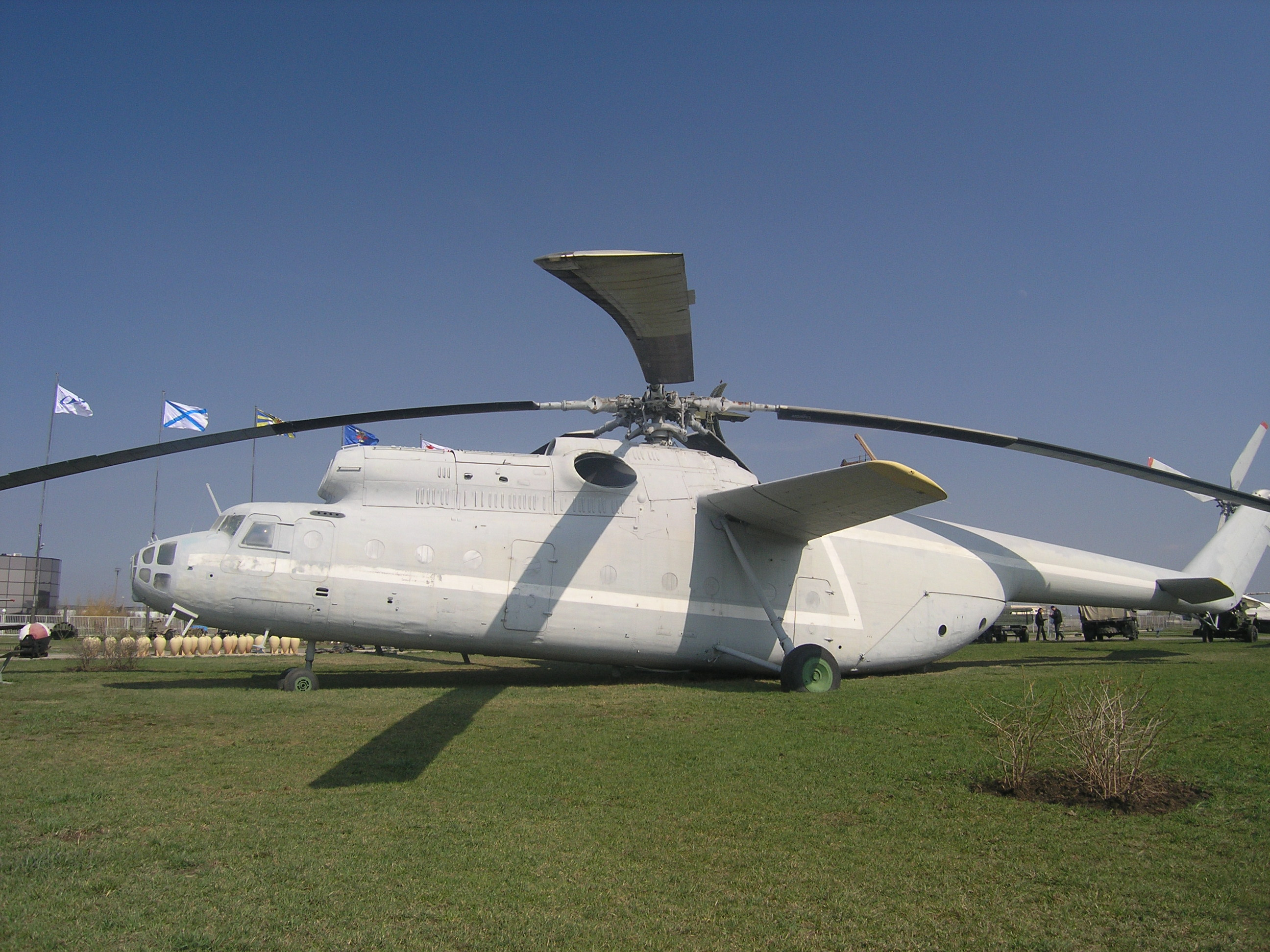
Mil Mi-6 v Technickém muzeu v Togliatti v Rusku.

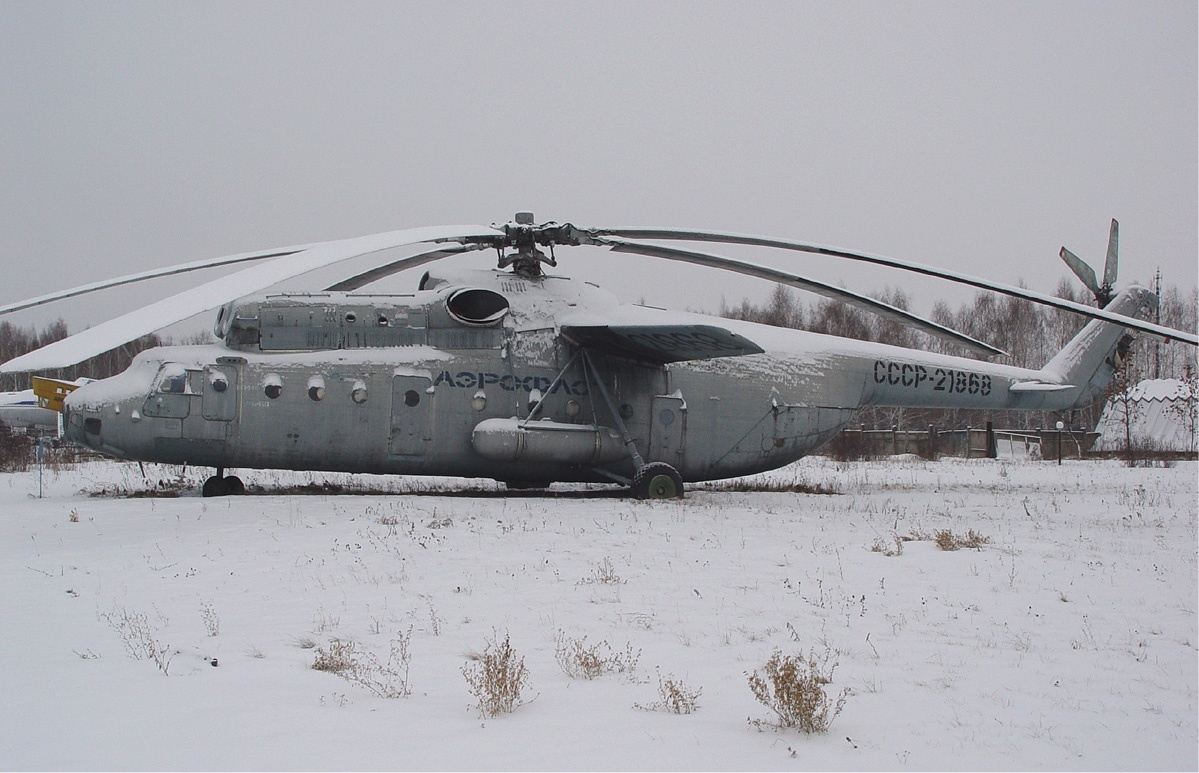
Mil Mi-6 společnosti Aeroflot.

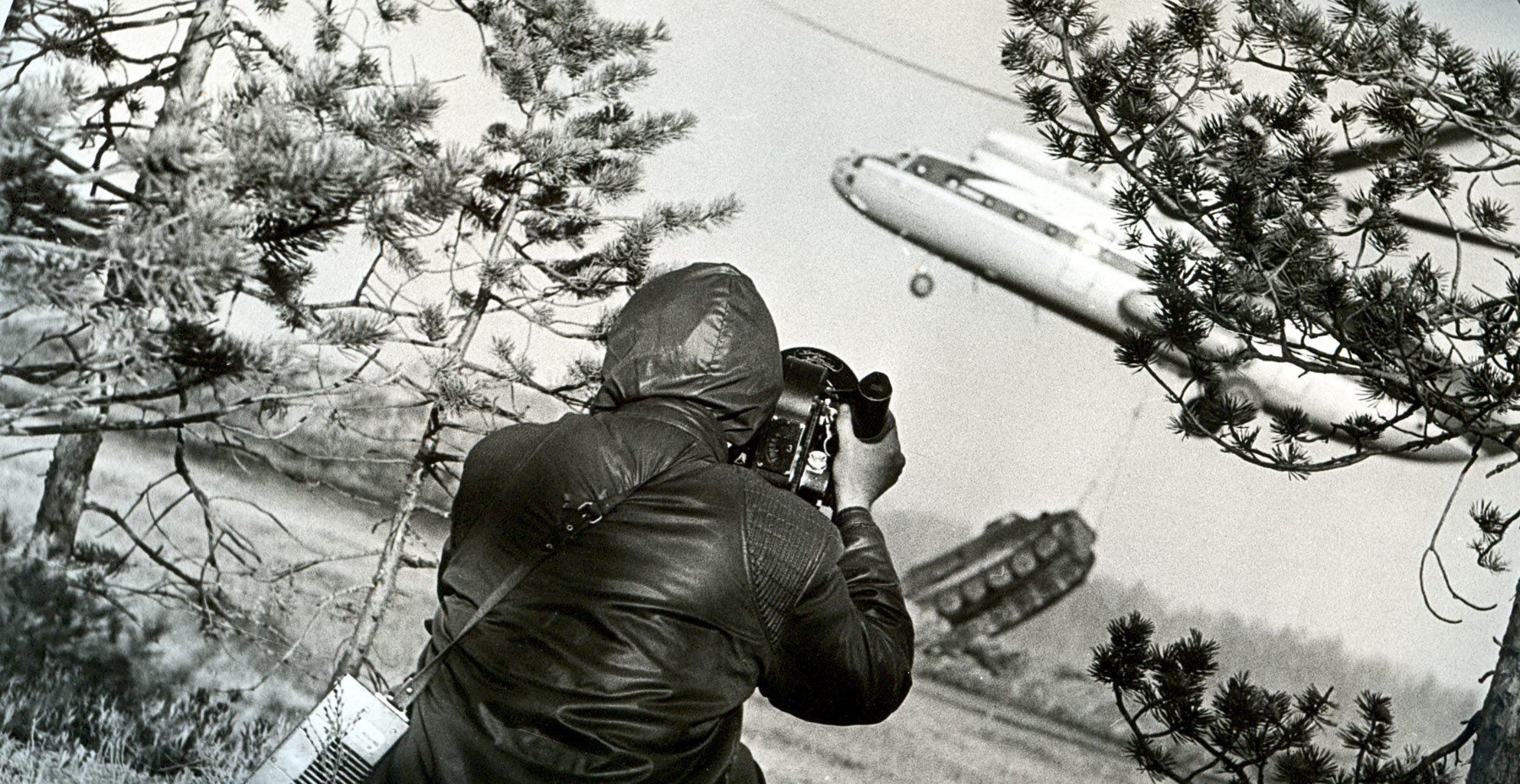
Mil Mi-6 v akci, Ťumeňská oblast, Rusko.

Mi-6A (Hook-A)
Základní transportní verze. Některé vojenské stroje mohou mít v přídí nainstalovaný pohyblivý kulomet NUV-1M ráže 12,7 mm se 150 náboji.
Mi-6VKP (Hook-B)
Létající velitelské stanoviště pro podporu pozemních sil.
Mi-6ATZ
Verze určená pro zásobování vojsk pohonnými hmotami. Od ní odvozená protipožární varianta má v trupu zásobník vody na 12 000 litrů.

## Uživatelé

### Civilní uživatelé
Polsko
- konstruktérské firmy Instal a Elbud provozovaly v letech 1974-1985 tři stroje Mi-6A [5]

 Sovětský svaz
- Aeroflot

### Vojenští uživatelé
Mil Mi-6 využívaly nebo dosud využívají tyto země:
 Afghánistán
- Afghánské vzdušné síly

 Alžírsko
- Alžírské vzdušné síly

 Ázerbájdžán
- Ázerbájdžánské letectvo

 Bělorusko
- Běloruské letectvo

 Bulharsko
- Bulharské letectvo

 Čína
- Letectvo Čínské lidové osvobozenecké armády
- Pozemní síly Čínské lidové osvobozenecké armády

 Egypt
- Egyptské vojenské letectvo

 Etiopie
- Etiopské vzdušné síly

 Indonésie
- Indonéské letectvo

 Irák
- Irácké vzdušné síly

 Kazachstán
- Vzdušné síly Kazachstánu

 Laos
- Letectvo Laoské lidové osvobozenecké armády

 Peru
- Peruánské letectvo

 Polsko
- Polské letectvo

 Rusko
- Vojenské vzdušné síly Ruské federace
- Ruské pozemní síly
- Ruské námořní letectvo

 Sovětský svaz
- Sovětské letectvo
- Sovětské pozemní síly
- Sovětské námořní letectvo

 Sýrie
- Syrské letectvo

 Ukrajina
- Ukrajinské vzdušné síly

 Uzbekistán
 Vietnam
- Vietnamské letectvo

 Zimbabwe
- Letectvo Zimbabwe

## Specifikace
Data podle: Zdobinský

### Technické údaje
- Pohonná jednotka: 2x Solovjov D-25V; 4 045 kW
- Délka trupu: 33,20 m
- Délka s otáčejícími se rotory: 41,75 m
- Průměr nosného rotoru: 35,0 m
- Průměr vyrovnávacího rotoru: 6,3 m
- Výška: 9,85 m
- Prázdná hmotnost:[pozn. 1] 27 250 kg
- Maximální vzletová hmotnost: 42 500 kg
- Únosnost: 12 000 kg

### Výkony
- Maximální rychlost: 300 km/h
- Cestovní rychlost: 250 km/h
- Dynamický dostup: 4500 m
- Statický dostup s vlivem země: 2500 m
- Dolet: 600 km (s 8000 kg nákladu)

### Výzbroj
- pohyblivý kulomet NUV-1M ráže 12,7 mm se 150 náboji.